# Груйо Акелов
Груйо Акелов е български революционер, войвода на Вътрешната македоно-одринска революционна организация.

## Биография
Акелов е роден в 1883 година в битолското село Дедебалци. Влиза във ВМОРО, първоначално като терорист, а по-късно като четник при Димче Сарванов и Иван Димов – Пашата. Става самостоятелен полски войвода. През април 1905 година е обграден заедно с четирима свои четници в село Биляник, Битолско и всички загиват в подпалената къща.